# Curt Herbst
Curt Alfred Herbst (* 29. Mai 1866 in Meuselwitz bei Altenburg in Thüringen; † 9. Mai 1946 in Heidelberg) war ein deutscher Zoologe.
Herbst hatte in der Frühzeit der Entwicklungsphysiologie mit der Larve der Echinodermen ein besonders geeignetes Untersuchungsobjekt zur Bestimmung des Einflusses von Ionen (insbesondere des Lithium-Ions) auf die Morphogenese des Keims, auf das sogenannte animal-vegetative Gefälle des Keimes, eingeführt. Später hatte er sich mit der Geschlechterbestimmung beschäftigt und die Wirksamkeit der Ionen für die Geschlechterbestimmung bei dem Igelwurm Bonellia viridis entdeckt.
Herbst studierte ab 1886 zunächst in Genf und dann in Jena unter anderem bei Carl Vogt und Ernst Haeckel Naturwissenschaften mit dem Schwerpunkt Zoologie. 1889 wurde er in Jena zum Doktor der Philosophie promoviert. Nach einer Forschungsreise mit Hans Driesch nach Ceylon, Java und Vorderindien übernahm er für kurze Zeit eine Assistentenstelle am Zoologischen Institut der Universität Jena. 1890 ging Herbst dann an das Polytechnikum in Zürich, um sich vertiefte Kenntnisse der Chemie anzueignen. Es folgten Jahre gemeinsamer Reisen und Forschungen mit Hans Driesch unter anderem an der Zoologischen Station Neapel, der Meeresstation Triest, in Indien, Ägypten und Russland. 1901 habilitierte sich Herbst bei Otto Bütschli in Heidelberg und wurde 1906 dort außerordentlicher Professor. Im Jahr 1906 wurde er zum Mitglied der Leopoldina gewählt. 1913 wurde er Ehrendoktor der Universität Halle. Herbst gehörte von 1914 bis 1919 als auswärtiges Mitglied dem Kaiser-Wilhelm-Institut für Biologie an. 1919 wurde Herbst Bütschlis Nachfolger auf dem Heidelberger Lehrstuhl für Zoologie, den er bis zu seiner Emeritierung 1935 innehielt. Danach arbeitete Herbst noch wissenschaftlich an den meeresbiologischen Stationen in Neapel und Rovigno.  1920 wurde er Mitglied der Heidelberger Akademie der Wissenschaften.
Zu Herbsts Schülern gehörte unter anderen der Philosoph Helmuth Plessner, der seine zoologischen Studien bei Bütschli und Herbst in Heidelberg absolvierte, um die „tiefgehenden Spannungen, die zwischen Naturwissenschaft und Philosophie bestanden“, bearbeiten zu können. Nach Curt Herbst ist das „Herbstsche Körperchen“, ein Nervenendkörperchen bei Vögeln in der Schnabelhaut, in der Nähe der Federbälge und in den Häuten, welche die Knochen der Hinterextremitäten miteinander verbinden, benannt. Die Herbstschen Körperchen fungieren als Druck- bzw. Tastsinnrezeptoren. Sie sind ein Teil des mechanischen Sinnes bei Vögeln.